# Bataille du Garigliano (1944)
Pour les articles homonymes, voir Bataille du Garigliano.
Seconde Guerre mondiale,
Campagne d'Italie
Batailles
Invasion de la Sicile
- Lampedusa
- Corkscrew
- Mincemeat
- Barclay
- Animals
- Chestnut
- Narcissus
- Fustian
- Ladbroke
- Gela
- Troina
- Centuripe

Invasion de l'Italie
- Baytown
- Avalanche
- Rome
- Slapstick
- Armistice de Cassibile
- Achse
- Naples
- Bombardement du Vatican
- Ligne Volturno
- Libération de la Corse
- Ligne Barbara
- Bombardement de Bari

Ligne Gustave
- Ligne Bernhardt
- Raincoat
- San Pietro Infine
- Rivière Moro
- Ortona
- Rivière Rapido
- Monte Cassino
- Shingle
- Cisterna
- Diadem
- Strangle
- Ligne Trasimene
- Libération de Rome
- Ancône
- Brassard

Ligne gothique
- Rimini
- Saint-Marin
- Gemmano
- Montecieco
- Monte Castello
- Garfagnana

Offensive du printemps 1945
- Tombola
- Bowler
- Roast
- Bologne
- Argenta Gap
- Herring
- Collecchio

Guerre civile italienne

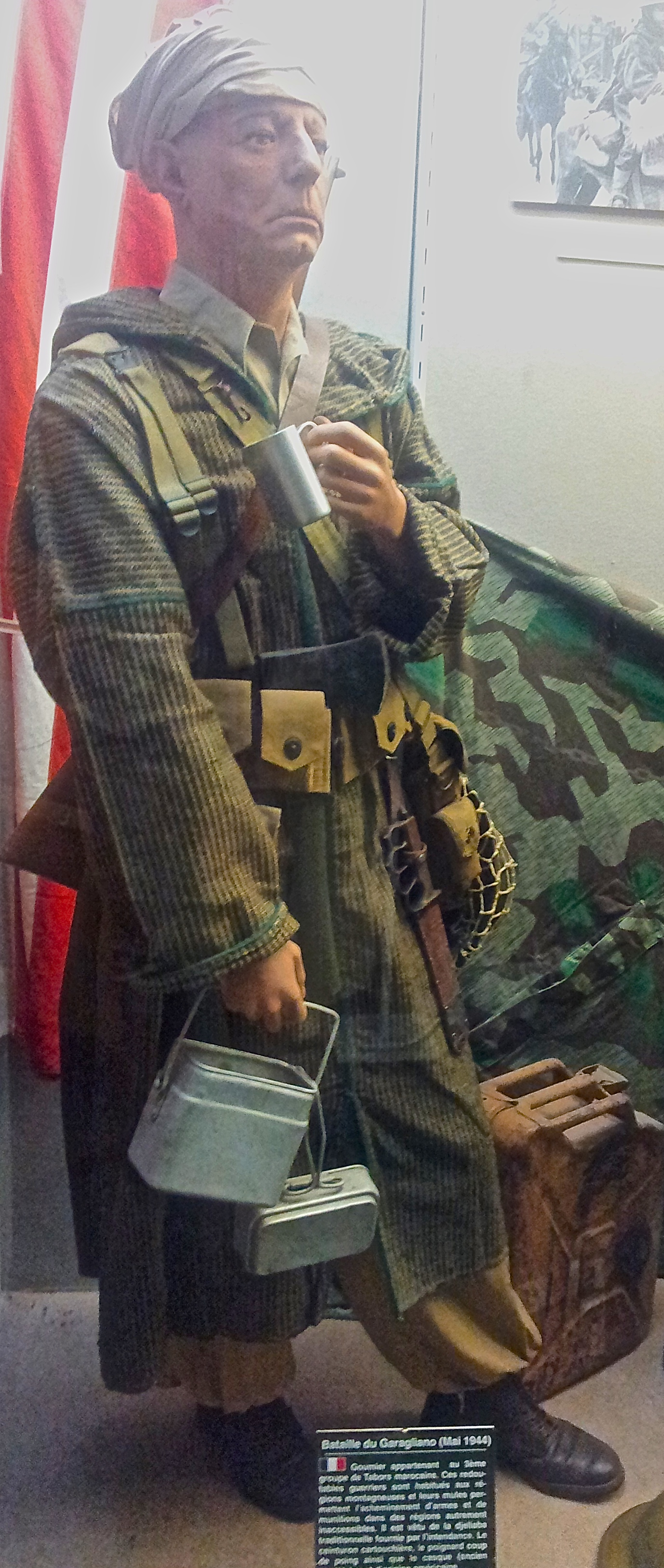
Goumier appartenant au 3e groupe de Tabors marocains lors de la bataille du Garigliano.

La bataille du Garigliano (nom de code Diadem), connue aussi comme la percée des Monts Aurunci, ou quatrième bataille de Monte Cassino, est une bataille de la campagne d'Italie livrée en mai 1944, près du mont Cassin, dans la province de Frosinone, par les Alliés contre les forces allemandes pour percer la ligne Gustave afin de faire la jonction avec les forces débarquées à Anzio et d'occuper Rome.
Cette bataille permit aux troupes du Corps expéditionnaire français de déborder puis d'enfoncer la ligne Gustave sur le fleuve Garigliano, donnant ainsi aux Alliés la possibilité de reprendre leur progression vers Rome, interrompue depuis janvier 1944.

## Phases de la bataille

### Contexte
Les attaques directes contre Cassino ont échoué et les alliés attendent les beaux jours pour la reprise de l'offensive.
Au printemps 1944, les Alliés opèrent un repositionnement de leurs unités en vue de leur nouvelle offensive. La VIIIe armée britannique et le Corps expéditionnaire français sont ainsi redéployés en secret. L'offensive alliée qui se prépare s'appuie sur les plans audacieux du général Juin, qui a réussi à imposer ses vues à l'état-major anglo-américain. Juin veut éviter toute nouvelle attaque frontale contre Monte Cassino, dont les défenses ont été encore renforcées et d'où les troupes allemandes d'élite paraissent impossibles à déloger. C'est au contraire par la montagne, là où l'ennemi ne s'y attend pas, qu'il faut porter l'effort principal : à travers les monts Aurunci, à 25 kilomètres au sud-ouest de Cassino, considérés par les Allemands comme « impénétrables aux armées ».
Dans le plan d’attaque, le plus gros effort incombait à la 8e armée qui devait tâcher de « briser les lignes de défenses ennemies dans la vallée du Liri et avancer en direction de Rome ». La 5e armée américaine avait reçu l’ordre d’attaquer et de pénétrer dans la vallée du Liri, par les monts Aurunci, ainsi que d’opérer le long de la route côtière no 7, pour se diriger vers Minturno.
Dans le cadre de ce plan les rôles furent distribués ainsi :
- pour la 8e armée britannique :
  - le 2e corps polonais doit « conquérir le mont Cassin et opérer contre Piedimonte »,
  - le 13e corps britannique doit traverser le Gari et attaquer dans la vallée du Liri,
  - le 1er corps canadien doit avancer par la vallée du Liri à la suite du 13e corps,
  - le 10e corps britannique, ayant une tâche défensive, dans le secteur nord-est du Monte Cairo, c’est-à-dire à droite du 2e corps polonais, doit simuler sur son aile gauche une attaque en direction d’Atina ;
- pour la 5e armée américaine :
  - le corps français doit opérer contre les monts Aurunci et ensuite sur le cours supérieur du Liri,
  - le 2e corps américain doit opérer le long de la route côtière no 7.

Ce plan doit permettre de couper les positions arrière de l'ennemi, enveloppant ainsi toute la ligne Gustav. Pour Juin, seul le CEF est capable de mener à bien cette opération, grâce à l'aptitude au combat en montagne des tirailleurs et des goumiers du général Guillaume, ainsi que leurs trains muletiers.
Le plan prévoit une attaque du 2e corps polonais contre le monastère par le nord, tandis que le 13e corps britannique doit franchir le fleuve Rapido pour couper la route nationale et isoler la ville.
Tout en acceptant ce plan, Anglais et Américains doutent néanmoins que les Français puissent réussir à accomplir la manœuvre de débordement qui permettrait d'ouvrir enfin les portes de Rome. La date et les objectifs de cette offensive restent inconnus des Allemands, comme en témoigne l'envoi de leurs réserves vers Anzio, où ils prévoient une tentative de percée des Alliés. Une autre inconnue inquiète Kesselring : « savoir où et comment le CEF, avec ses divisions entraînées pour la montagne et ses solides combattants marocains, allait être engagé. ».

### Rupture de la ligne Gustave (11-13 mai)
L'opération de rupture de la Ligne Gustave est initialement confiée à la 2e division d'infanterie marocaine (2e DIM) du général Dody, « le bélier du CEF » selon l'expression de Juin, qui doit s'emparer pour cette mission des monts Faito et Majo. L'offensive générale des Alliés (opération diadème) se déclenche le soir du 11 mai 1944, à 23 heures, sur l'ensemble du front italien. Une intense préparation d'artillerie de 2 000 canons précède l'attaque. Mais dans le secteur de la 2e DIM, ce bombardement n'arrose que les crêtes, sans détruire le dispositif de défense allemand (blockhaus, barbelés, mines…), qui sillonne les pentes que doivent gravir les tirailleurs marocains avant de pouvoir s'emparer des sommets. Dans les autres secteurs d'attaque du CEF, comme celui de la 4e division marocaine de montagne (4e DMM) du général Sevez, aucune préparation d'artillerie n'a lieu. Cet assaut va s'avérer redoutable. Les régiments de la 2e DIM se lancent ainsi dans une attaque de nuit aux combats souvent confus et très meurtriers, mais la ligne Gustav tient toujours. Juin décide la reprise de l'offensive pour la nuit suivante, après une préparation d'artillerie plus importante et mieux ciblée. Très tôt dans la matinée du 13 mai, c'est la ruée des tirailleurs marocains sur les positions allemandes, ravagées par le « rouleau de feu » des canons français, qui finissent par céder. La prise du mont Majo par les troupes marocaines de la 2e DIM est saluée par un drapeau français de 30 m2 hissé à son sommet (940 mètres) et visible à des kilomètres à la ronde, par les troupes du CEF comme par les Allemands.

### Exploitation à travers les monts Aurunci (14-21 mai)
L'exploitation est maintenant possible vers les monts Aurunci puis, plus à l'ouest, les monts Lépins. C'est la 4e DMM et les trois Groupes de Tabors marocains (GTM) du général Guillaume, commandés respectivement par les colonels Georges Leblanc, Jacques Massiet du Biest et le lieutenant-colonel Georges Gautier, formant le corps de montagne du CEF, qui s'en chargent dès le 14 mai, à « un train d'enfer ». « Les Français avancent si rapidement, que les communiqués ne peuvent suivre leur rythme », rapporte un journaliste américain. À la suite de cet assaut des goumiers marocains dans les monts Aurunci, les Britanniques prirent l'habitude de qualifier toute attaque audacieuse de « goumisation ». Les combattants marocains prennent par la suite le mont Fammera (1 175 mètres) et le mont Revole (1 307 mètres).
Parallèlement, le 4e régiment de spahis marocains (4e RSM) incorporé temporairement à la 3e DIA œuvre à la prise de Castelforte, sur le Garigliano, qui ouvre la route d'Ausonia dans la vallée de l'Ausente ; ce qui permet de déboucher sur la vallée du Liri, au sud-ouest de Cassino, derrière les lignes allemandes. De son côté, le 3e régiment de spahis marocains (3e RSM), mis provisoirement à la disposition de la 1re division de la France libre (1re DFL), participe au mouvement général de cette division qui s'engage dans la haute vallée du Liri via San Apollinare (6 kilomètres au sud de Cassino), en débordant également Cassino par le sud.
Tandis qu'une attaque aérienne détruit le quartier général de la Xe armée allemande, l'avancée du CEF, tant en montagne que dans les vallées, entame le dispositif défensif allemand de la ligne Gustav et facilite la progression des Britanniques et des Américains. Ces derniers atteignent ainsi rapidement Spigno, sur l’axe Minturno - Cassino.
Le 17 mai 1944, Kesselring ordonne à ses troupes de laisser Cassino de côté, de crainte de se voir envelopper par la manœuvre française. Le même jour, la route nationale est coupée par le 13e corps britannique et les Polonais parviennent à s’emparer du mont Cassin qui leur avait coûté de lourdes pertes.
Sur la gauche du CEF, le 2e corps américain réussit à faire sauter les verrous et avance le long de la côte. Il rencontre une résistance plus forte en approchant d’Anzio.
Le 21 mai, le corps de montagne du CEF atteint la rocade Itri-Pico à l’extrémité nord du massif Petrella et le 23, la VIIIe Armée, qui était arrêtée face à la ligne Hitler, reprend l’offensive et le 1er Corps canadien s’empare de Pontecorvo, arrivant à la hauteur de la 1re DFL.

## Pertes
Au cours de l'opération Diadème, les Alliés ont perdu en trois semaines 43 387 hommes tués, blessés et disparus dont 18 000 Américains, 10 500 Anglais, 3 885 Polonais et 3 742 Canadiens. Quant aux pertes du CEF, elles sont de 9 324 hommes (1 704 tués, 396 disparus et 7 224 blessés) réparties comme suit:
| Unité           | Tués  | Disparus | Blessés | Total |
| --------------- | ----- | -------- | ------- | ----- |
| ERG et services | 87    | 9        | 227     | 323   |
| 1re DMI         | 300   | 81       | 1 338   | 1 719 |
| 2e DIM          | 258   | 78       | 1 643   | 1 979 |
| 3e DIA          | 473   | 115      | 1 686   | 2 274 |
| 4e DMM          | 409   | 100      | 1 558   | 2 067 |
| Goums marocains | 177   | 13       | 772     | 962   |
| Total           | 1 704 | 396      | 7 224   | 9 324 |

## Hommages
L'action déterminante de l'Armée française et de son commandement vaudront à Alphonse Juin, d'être décoré de l'ordre du Bain par le roi d'Angleterre et la reconnaissance des généraux alliés.

### Hommages des généraux alliés
« Présentez mes félicitations au général Juin et à ses commandants de divisions du C.A français pour le grand succès qu'ils ont remporté. Dites leur qu'ils ont fait revivre l'armée française que je connaissais, celle de la Marne et de Verdun. »
— Télégramme du général Marshall, chef d'état-major général des armées américaines, au Pentagone, au général Clark, commandant la Ve Armée anglo-américaine en Italie, le 5 juin 1944 après la bataille du Garigliano
« Je considérerai toujours comme un grand honneur, d'avoir eu votre remarquable Division sous mes ordres et comme une grande chance de vous avoir eu avec nous pour la campagne historique qui a commencé le 11 mai. […] L'audace et le mordant des troupes, en même temps que les qualités militaires exceptionnelles du Commandement français, ont soulevé l'admiration de nos Alliés et la crainte de l'ennemi. Du Garigliano à Rome et pendant la poursuite de l'ennemi qui a suivi, après avoir refoulé l'ennemi jusqu'à Sienne, la 3e DIA a vécu conformément aux plus hautes traditions de l'Armée française…  »
— Extrait de la lettre du 13 juillet 1944 du général Clarke, commandant la Ve Armée américaine en Italie, au général de Montsabert commandant la 3e DIA.

### Avis des généraux allemands sur le CEF
Dans ses mémoires (Krieg in Europa traduites en anglais par  Neither Fear nor Hope), le général allemand Frido von Senger, qui commande le 14e corps de blindés en Italie, écrit que ce qu'il craignait le plus à ce moment de la bataille de Cassino « c'était une attaque du corps de Juin avec ses superbes divisions marocaines et algériennes »,.

### Inscriptions de bataille
L'inscription de bataille Garigliano 1944 est attribuée aux drapeaux des : 
- 4e régiment de tirailleurs tunisiens
- 2e, 4e, 5e, 6e et 8e régiment de tirailleurs marocains
- 7e et 8e régiment de chasseurs d'Afrique
- 3e et  4e régiment de spahis marocains
- 63e et 64e régiment d'artillerie d'Afrique
- 1er régiment d'infanterie coloniale (au titre de la 4e brigade de la 1re DFL)
- 1er régiment d'artillerie coloniale

Quant à Italie 1944, elle sera accordée au Goumiers marocains.

### Citations militaires
De nombreuses unités sont citées à l'ordre de l'armée (croix de guerre avec palme) pour ces faits d'armes. Parmi elles, les groupements de tabors marocains (GTM), les tirailleurs, les spahis, les chasseurs d'Afrique et les régiments d'artillerie.

### Mémoriaux, monuments et plaques commémoratives
Il existe un pont du Garigliano à Paris.
La bataille du Garigliano est célébrée annuellement par le Premier régiment de tirailleurs (1er RTIR), héritier des traditions des troupes qui s'y sont illustrées.
Chaque année, une messe est célébrée en mémoire du maréchal Juin le dernier dimanche de janvier, à la cathédrale Saint-Louis des Invalides, où il est inhumé dans le caveau des gouverneurs. Sur un pilier de la nef, une plaque en son souvenir lui donne le titre de « Vainqueur du Garigliano ».

## Personnalités ayant participé à la bataille du Garigliano
- Pierre Anthonioz, diplomate, lieutenant au sein du 22e bataillon de marche nord-africain (22e BMNA) lors de la bataille du Garigliano
- Ahmed Ben Bella, futur président de la République algérienne
- Saïd Boualam, futur vice-président de l'Assemblée Nationale française
- Mohamed Boudiaf, futur président de la République algérienne
- Pierre Le Goffic s'y distingue, il est promu officier après la bataille ; compagnon de la Libération.
- Claude Le Hénaff, compagnon de la Libération, plus tard conseiller du gouvernement et général.
- Père Roger Henry[11], commandait le 1er GTM (Tabors Marocains); se voit attribuer la cravate de Commandeur de la Légion d'honneur, Lt.colonel puis colonel à la fin de la guerre. Ordonné prêtre en 1947 et installé dans la communauté religieuse de Sidi Saad (Tunisie).
- Alain Mimoun, futur champion olympique de marathon
- Mohamed Oufkir, général et homme politique marocain, a servi comme sous-lieutenant au 4e RTM de la 2e DIM pendant la bataille du Garigliano. Il est cité à l'ordre du Corps d'Armée, décoré de la croix de guerre avec étoile de vermeil après la bataille, puis de la Silver Star et de la légion d'honneur[12].
- Abbé Joseph Porta, chanoine des Armées.
- Stéphane Piobetta, philosophe français, ayant servi dans la 1re division française libre et mort lors de la bataille.
- Frédéric Rossif, cinéaste
- Frido von Senger, général allemand qui commande le 14e corps de blindés en Italie

## Sources
- Paul Gaujac, Le corps expéditionnaire français en Italie, Histoire et collections, 2003
- Jean-Christophe Notin, La Campagne d'Italie ; Les victoires oubliées des Français 1943-1945, Perrin, 2002
- René Chambe, La bataille du Garigliano: de Cassino à Rome, Flammarion, 1965